# Соженка
Со́женка (Саженка) — река в Шумячском районе Смоленской области России. Левый приток Сожа. Около устья протекает по границе с Мстиславским районом Могилёвской области Белоруссии.
Длина — 44 км, площадь водосборного бассейна — 294 км². Исток у деревни Костюковка Шумячского района. Направление течения: северо-запад. Устье находится на высоте 145 м над уровнем моря напротив Подлужья на границе с Могилёвской областью Белоруссии.
Крупнейший правый приток — Дунайка, левый — Крапивна. Притоки: Крапивна (левый), Слободка (левый), Дунайка (правый), Пронка (правый), Иловец (левый).